# Rothalsbock
Der Rothalsbock (Stictoleptura rubra, Syn.: Leptura rubra, Corymbia rubra, Aredolpona rubra), auch Roter Halsbock oder Gemeiner Bockkäfer genannt, gehört zur Familie der Bockkäfer (Cerambycidae) und dort zur Unterfamilie der Schmalböcke (Lepturinae).

## Merkmale
Die Käfer werden zehn bis zwanzig Millimeter lang. Bei den Geschlechtern gibt es starke Unterschiede in der Färbung und Gestalt (Sexualdimorphismus). Die Rothalsböcke sind leicht mit Vertretern ähnlicher Arten zu verwechseln.

### Weibchen
Die Flügeldecken (Elytren) und der Halsschild des Weibchens sind leuchtend rotbraun, der Kopf ist schwarz. Die Fühler sind mittellang und schwach gesägt.

### Männchen
Die Färbung der Männchen variiert. Die Flügeldecken sind ockergelb und der Halsschild ist ganz oder teilweise schwarz. Die Fühler sind deutlich stärker gesägt. Die Männchen sind kleiner und schlanker als die gedrungeneren Weibchen.

## Lebensweise
Rothalsböcke ernähren sich von Pollen und Blütenteilen wie den Staubgefäßen, Stempeln oder Blütenblättern von Dolden- oder Korbblütlern. Die tagaktiven Käfer fliegen von Juni bis September. Die Tiere sind auf waldnahen Wiesen und auf Lichtungen auf Dolden- und Korbblüten zu finden. Ferner kann man sie auf Totholz wie Baumstümpfen von Nadelhölzern antreffen.
Das Verbreitungsgebiet erstreckt sich über weite Teile Europas (in Großbritannien ist die Art nur lokal vertreten), Nordafrikas und Asiens bis Sibirien. In Nordamerika wurden Rothalsböcke eingeschleppt und stellen somit dort Neozoen dar. Sie sind sowohl im Tiefland als auch im Gebirge häufig zu finden.

## Larvalentwicklung
Die Larven des Rothalsbocks ernähren sich xylobiont von totem Nadelholz, bevorzugt von Fichten und Kiefern. Die Weibchen legen ihre Eier an Stubben und totem Rundholz ab. Die Larven entwickeln sich in zwei Jahren im Holz und verpuppen sich nah am Holzrand. Man findet sie in Holz, das Kontakt zum Erdboden hat, also z. B. Holzpfählen oder -zäunen. Sie können an Holzhäusern großen Schaden anrichten.

## Bildergalerie

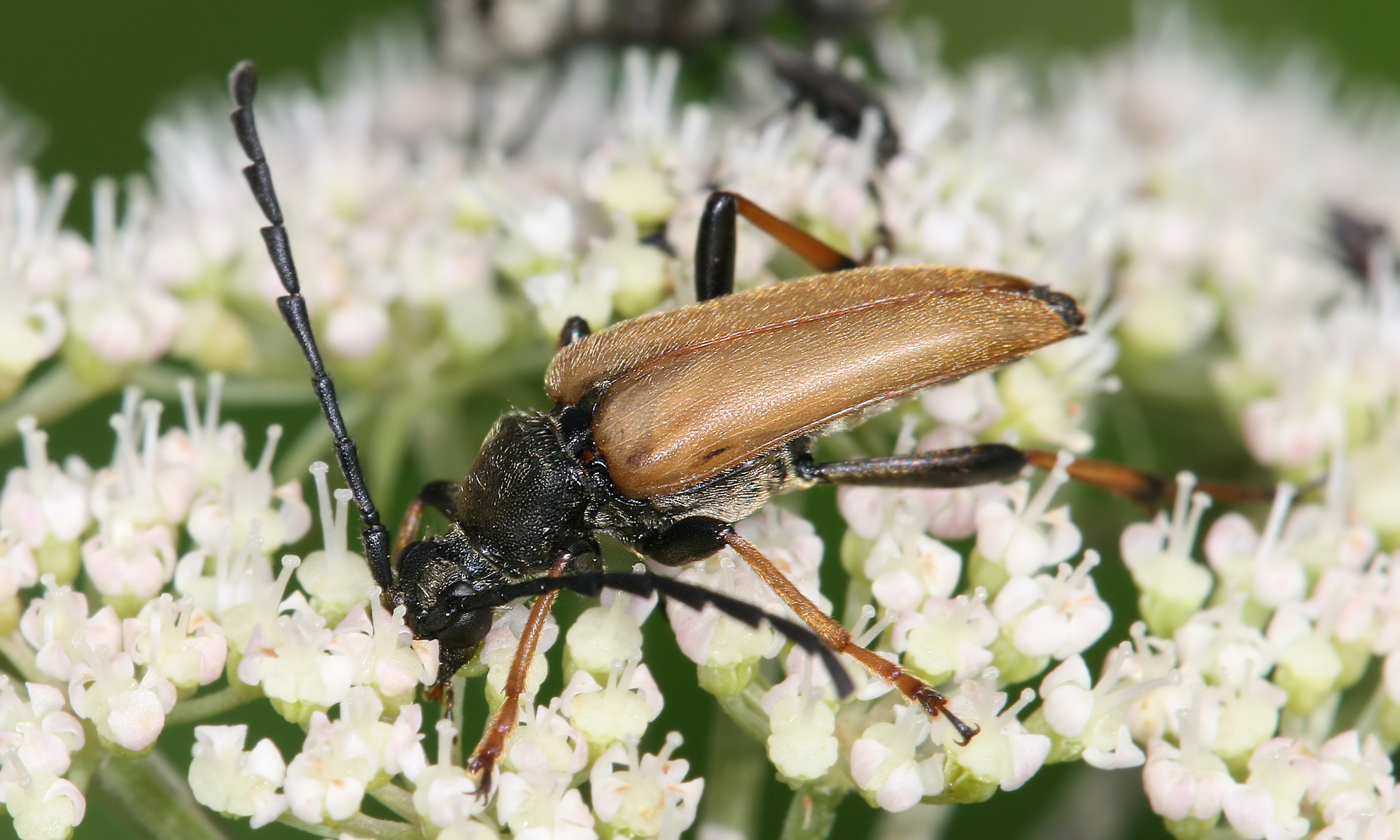
Männchen
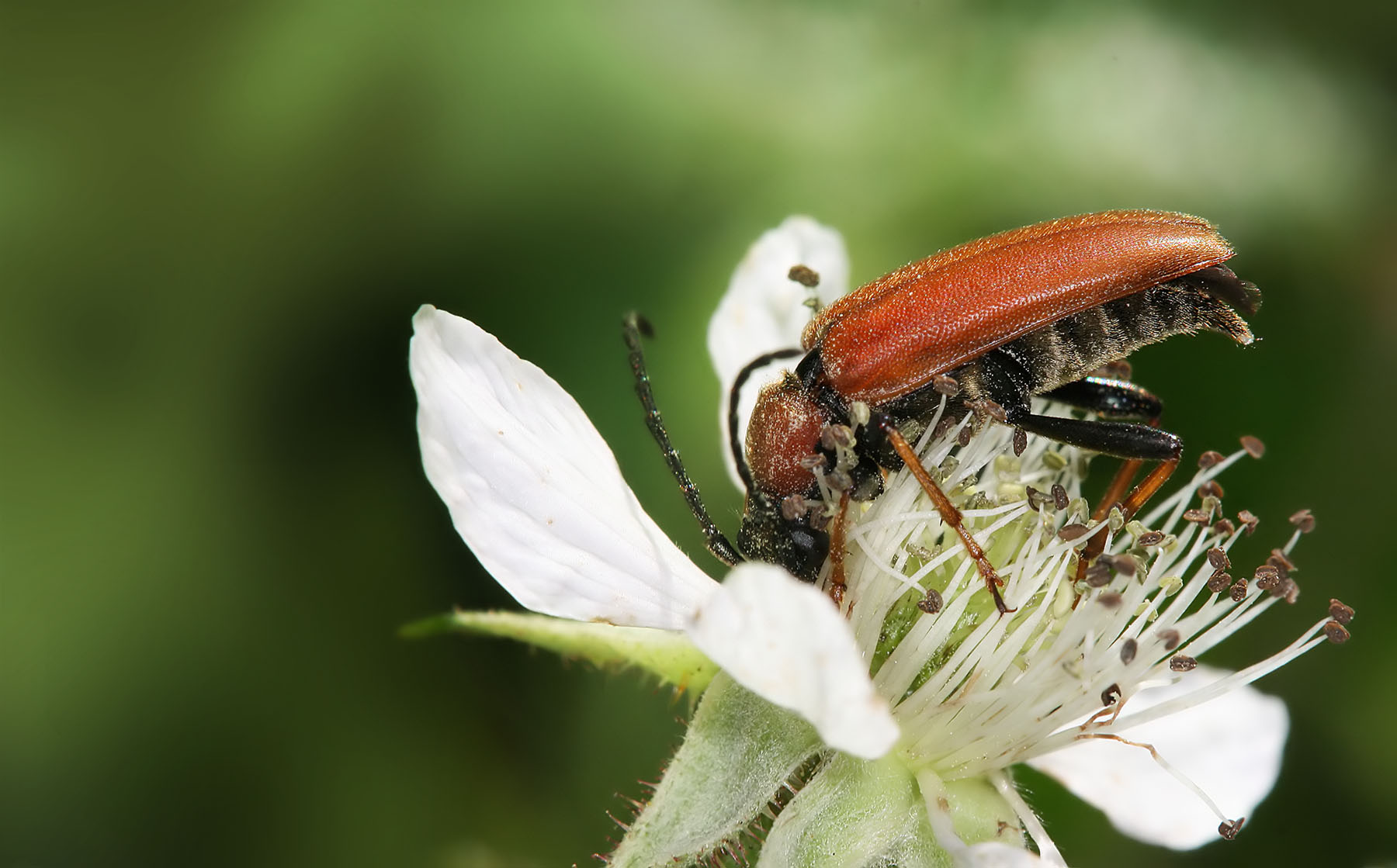
Weibchen
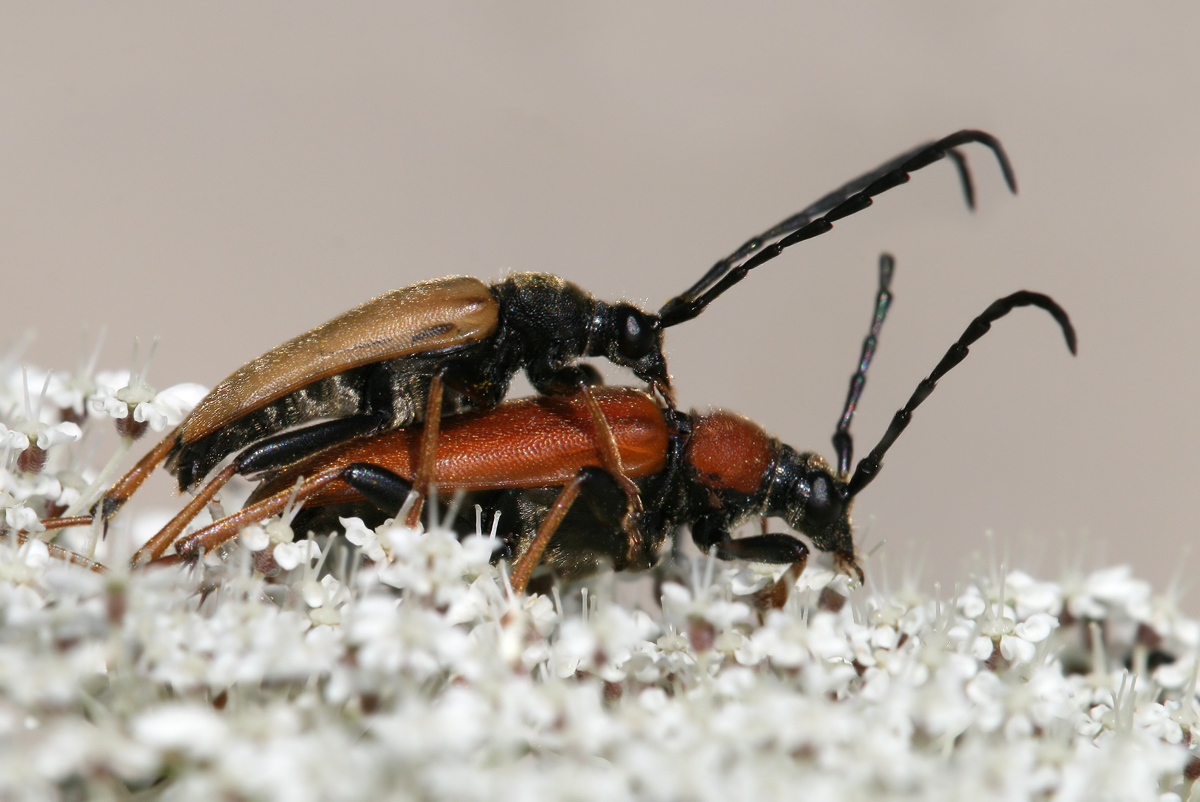
Paarung